# 石清尾山塊
石清尾山塊（いわせおさんかい）は、香川県高松市の高松平野北西部に位置し高松市街地に面した山塊である。

## 概要
石清尾山塊は、高松平野の北西部に位置し、市街地に囲まれた周囲約16㎞・東西約3㎞・南北約4㎞に広がる独立した山塊である。北端の石清尾山（232.4m）・南側の浄願寺山（239.5m）・東側に位置する稲荷山（166m）と室山（199.8m）などと平坦な峰でなる。山塊の名称は、北東山麓の石清尾八幡神社に由来する。山塊の北側の山麓から瀬戸内海まで約1㎞で、西側の香東川は北流して瀬戸内海に注ぐ。
稲荷山と室山の2峰の山塊は、「紫雲山（しうんざん）」と総称する。また峰近くの山腹の峰山町から石清尾山にかけて広がる緩斜面と平坦地の領域は、通称「峰山（みねやま）」と呼ばれている。
山塊の峰や尾根を中心に、古墳時代の前期から後期にわたる120基を超す積石塚と盛土墳が分布する。全長約96mの双方中円墳の「猫塚古墳」など20基を超す積石塚群は、「石清尾山古墳群」として国の史跡に指定され、全国の人々にも知られる香川県を代表する古代遺跡である。
山塊は香川のみどり百選の一つ。峰山には、高松市の峰山公園（丸山地区には芝生広場・わんぱく広場・ちびっこ広場ほか、西石清尾地区にははにわっ子広場・アスレチックコース・バーベキュー広場・キャンプサイト・展望台ほか、東石清尾地区には花木園・桜並木ほか）が整備されている。また登山やハイキングが楽しめる市民に身近な里山である。 
石清尾山の展望台では、東方の屋島と西方の五色台に挟まれた瀬戸内海が一望できる。高松市の中心市街とサンポート高松は眼下。前方に、女木島・男木島・直島・豊島・小豆島などの島々、行き交う船舶、海を隔てて岡山県の山々が遠望できる。また展望台から望む夜景は、高松市民が楽しむ夜景スポットの一つである。
北東の山塊最大の摺鉢谷には、峰近くの緩斜面を果樹園や畑などに使用して集住する峰山町がある。山上へは、山麓の宮脇町の峰山墓地から峰山町を経て、石清尾山の峰に至る自動車道が通る。山塊を囲み、山塊に広がる行政区は宮脇町のほか数町にまたがる。
石清尾山は狭義では「石清尾山」を指すが、広義では「石清尾山塊」と解釈されている。

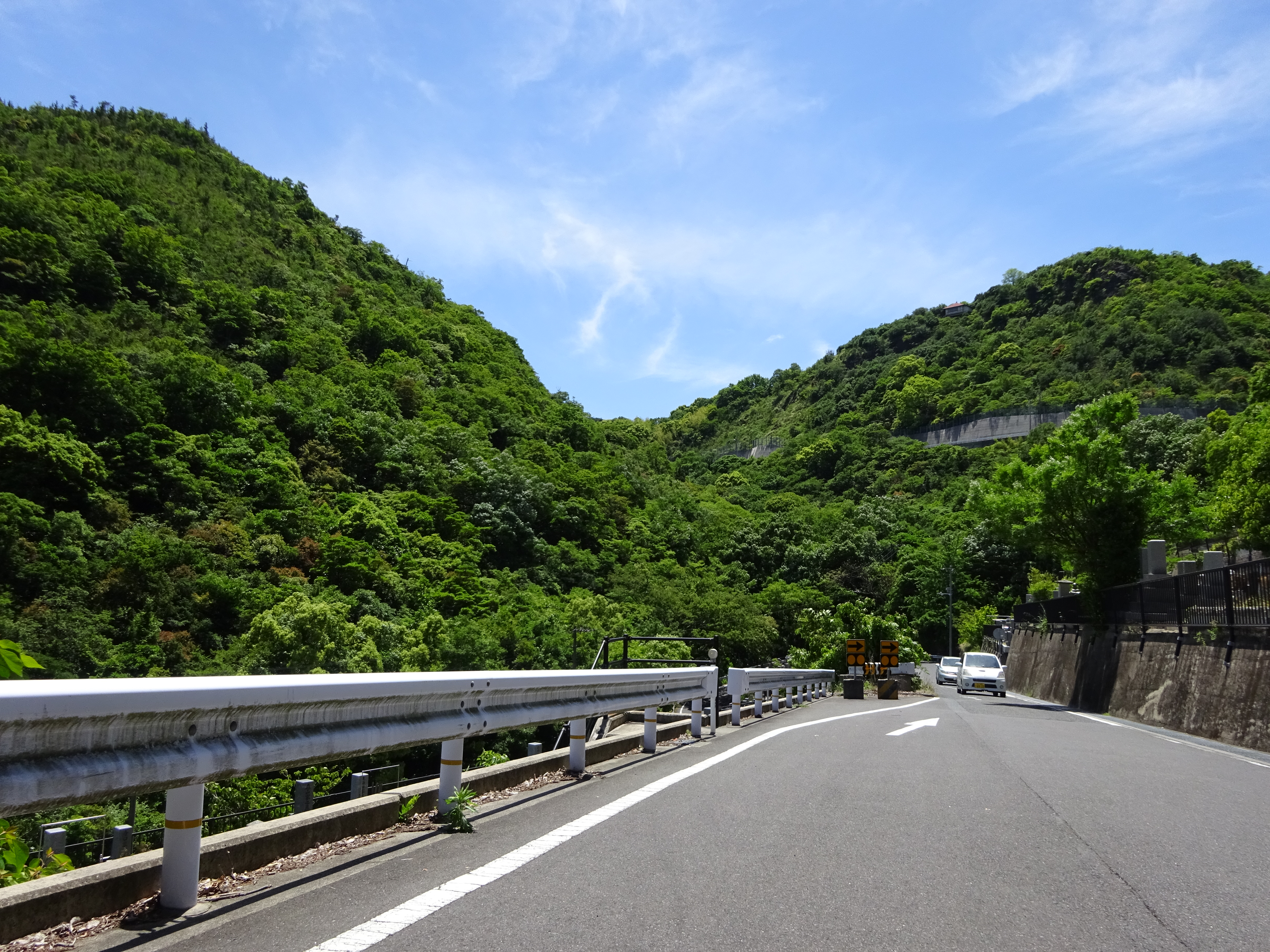
摺鉢谷を望む
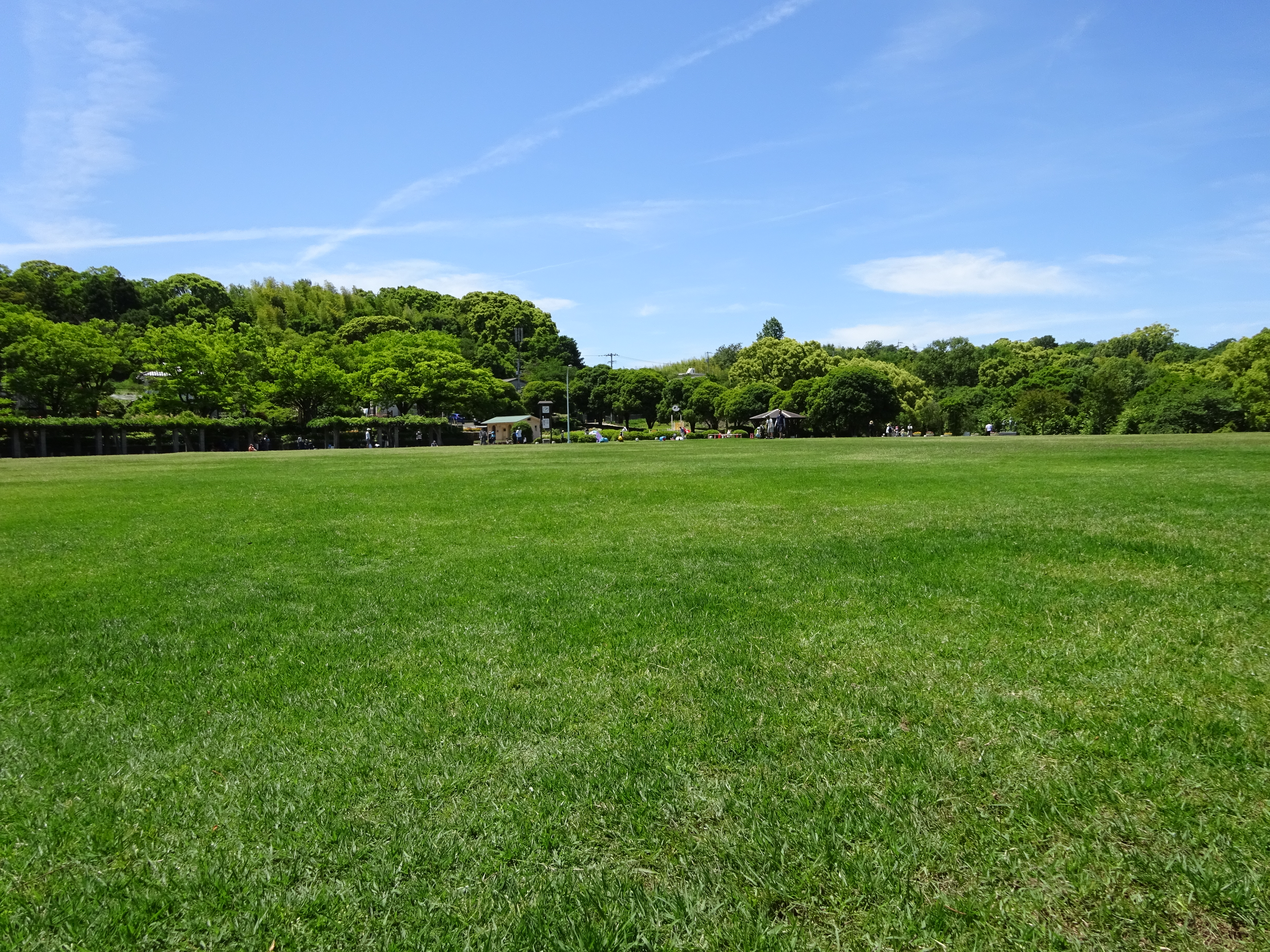
峰山公園芝生広場
わんぱく広場
はにわっ子広場
アスレチックコース
峰山公園の桜並木

## 地形・地質
地形の詳細は巻頭と概要に記述の通り。
石清尾山と浄願寺山は、白亜紀後期の花崗岩類を中期中新世（約1300万年前 - 約1500万年前）の讃岐岩質安山岩（サヌキトイド）が覆ったビュートで、頂部に平坦面が残る。石清尾八幡宮から紫雲山は、讃岐岩質安山岩の貫入岩体で、石清尾山の東の尾根に火道角礫岩が分布する。

## 登山・ハイキング
代表的なコースの、石清尾山から紫雲山を廻るコースは下記の通り。
最寄りの市民病院バス停から5分ほど車道を登ると、社会福祉法人「さぬき」の入り口に登山口の案内表示があり、構内を通り抜けた山側に登山口がある。稜線に沿って登り、平坦な峰を進むと石清尾山の山頂の展望台に到着する。展望台から南に入り、林の中を進み「猫塚古墳」を目指す。古墳を過ぎれば車道に出る。車道を南に進み、トイレ・「姫塚古墳」・「小塚古墳」の前を通り、休憩所を過ぎればハイキングコースの道標がある。山道に入り「石船塚古墳」の右側をたどると紫雲山への縦走路に入る。東側に下り、紫雲山に登り返すと、稲荷山と室山の分岐の尾根に出る。北に折れ、稲荷山を目指して平坦な峰を進む。稲荷山の三角点は、「稲荷山北端1号墳」の墳丘にある。北に向かって急坂を道標のある場所まで下り、裾野を回り込み、中野稲荷神社の境内の階段を下る。眼前の鉄道の高架を抜け、左に曲がればJR栗林公園北口駅である。本ルートは、JR栗林公園北口駅をスタート地点とする登山者も多い。

## 歴史

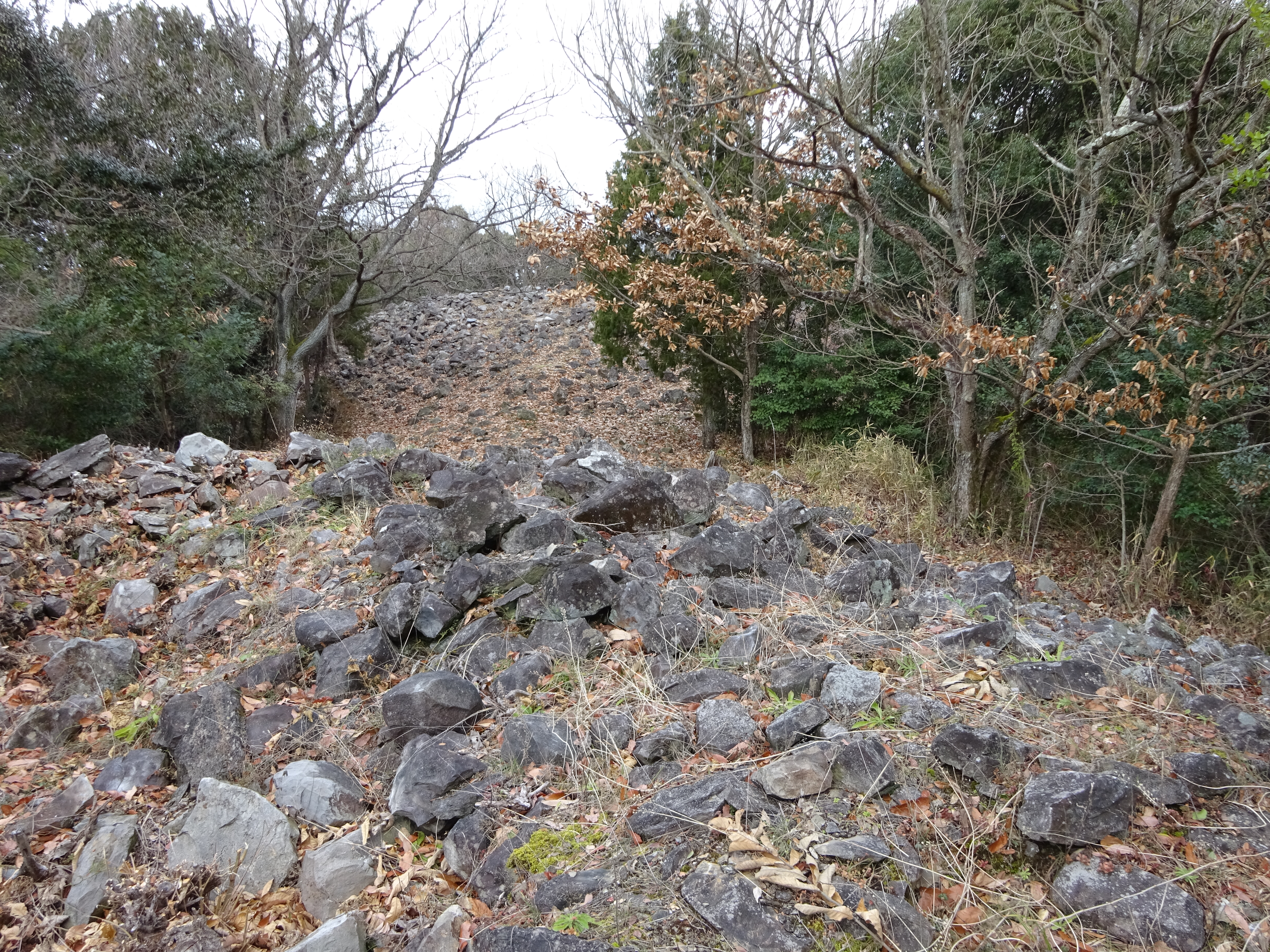
突出部で猫塚古墳を臨む

古墳時代は、山塊の北側の山麓は海岸であり、東側と西側の山麓を河川が北流していたとされている。標高150 - 160メートルの摺鉢谷では、弥生時代の青銅器・土器・石器が採取され、高地性集落の痕跡が認められる。浄願寺山と紫雲山の標高20 - 30メートルの場所でも、弥生時代の遺物が採取されている。
古墳時代前期の積石塚は、大和の豪族を首長とする政治連合に参加しながら、自立的な地域支配を行っていた豪族の遺跡とされている。その後、古墳時代後期まで、山塊の全域で多くの盛土墳が築かれている。
江戸時代の摺鉢谷は、深山幽谷であると『三代物語』に記述する。香東川は石清尾山塊を挟んで東西二筋の流れであったが、西嶋八兵衛が江戸時代初めの治水工事で東側の流れを堰き止め、西側の流れ一本に改変したとされている。
昭和時代初め、摺鉢谷の峰近くの緩斜面と平坦地が開拓され、徐々に居住者が増える。峰山町は1940年（昭和15年）、高松市の町名になる。2018年（平成30年）5月現在、65世帯・153人が居住する。1979年（昭和54年）、市政施行90周年記念事業の一環として峰山公園の整備が始まる。1981年（昭和56年）に丸山地区の供用開始、1983年（昭和58年）に全域の供用開始となる。その後、はにわっ子広場などが新設された。

## 山の標高

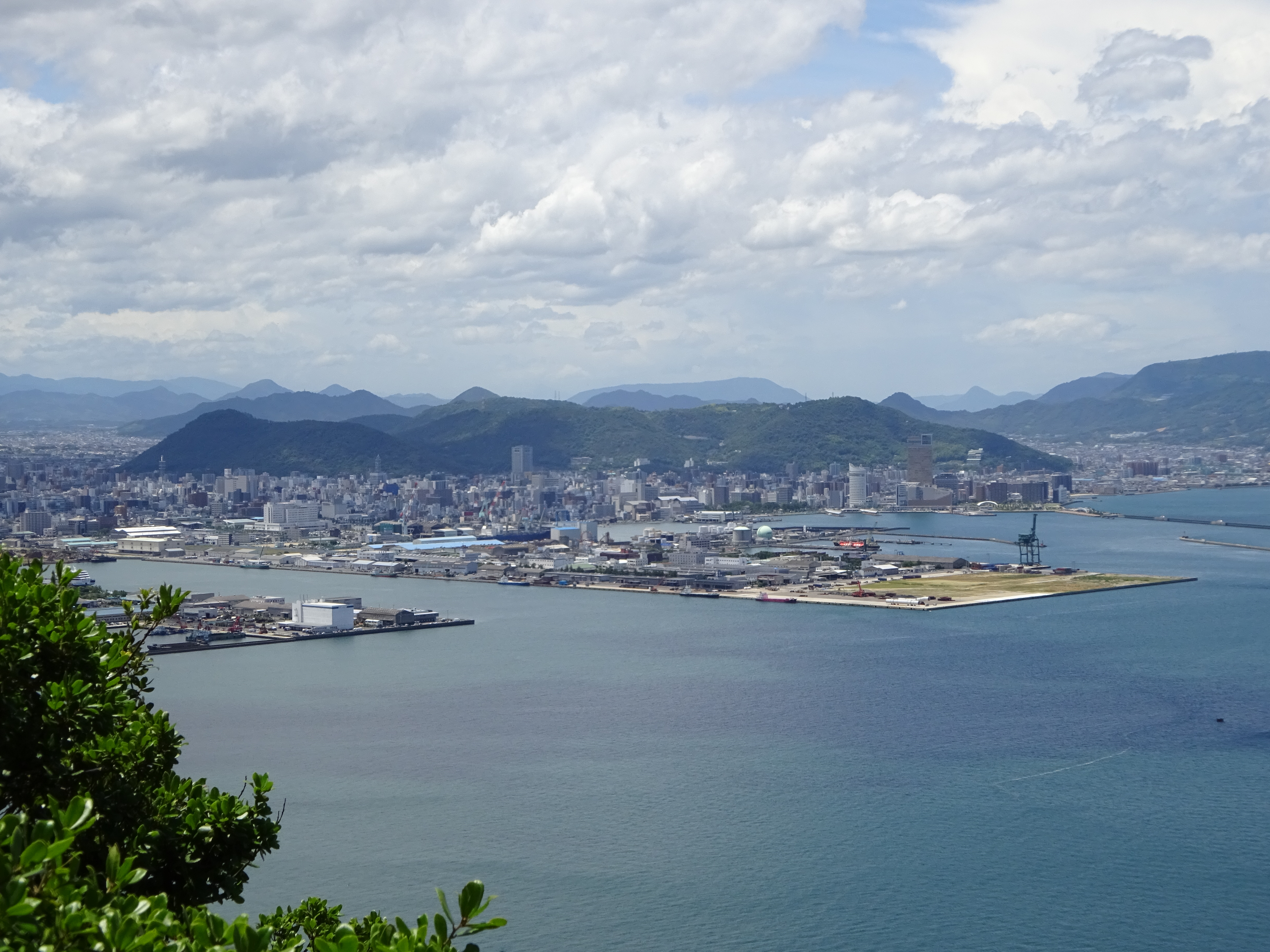
屋島の北嶺北端山上から見た高松市街と石清尾山塊

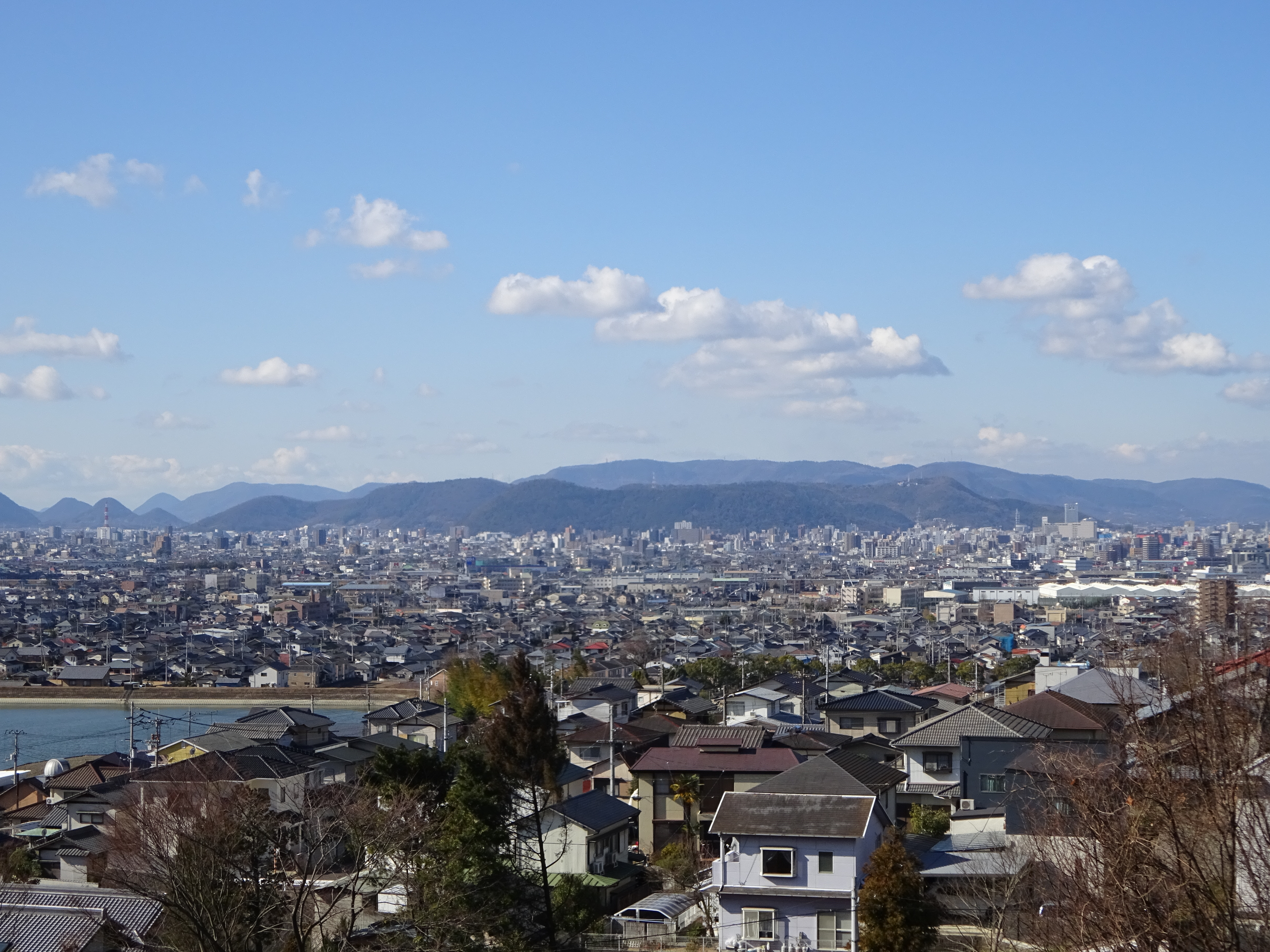
東部公園で石清尾山塊を望む

### 石清尾山（いわせおやま）
- 標高：232.4m（四等三角点）
- 三角点所在地：高松市鶴市町国有林西石清尾37へ2（北緯34度20分17.6433秒 東経134度1分22.0249秒 / 北緯34.338234250度 東経134.022784694度、旧・高松市西浜新町字摺鉢谷844番地）

### 稲荷山（いなりやま）
- 標高：166m

### 室山（むろやま）
- 標高：199.8m（四等三角点）
- 三角点所在地：高松市室新町国有林室山35い（北緯34度19分30.4525秒 東経134度2分15.8954秒 / 北緯34.325125694度 東経134.037748722度、旧・高松市東ハゼ町字万蔵1114番地）

### 浄願寺山（じょうがんじやま）
- 標高：239.5m（二等三角点）
- 三角点所在地：高松市西春日町字北山浦1063番地15（北緯34度19分17.3973秒 東経134度1分04.4969秒 / 北緯34.321499250度 東経134.017915806度、旧・高松市大字坂田字浦山山林21番地）

### 小山
- 標高：166.8m（四等三角点）
- 三角点所在地：高松市西春日町字南山浦1626番地14（北緯34度18分47.8553秒 東経134度0分56.0741秒 / 北緯34.313293139度 東経134.015576139度、旧・高松市西春日町字南山浦1626番地の121）

## 交通
バス路線は山麓で止まり、峰山への乗り入れは無い。山上へは、タクシー・自家用車・徒歩などになる。

## ショートカット
山塊は都心の人口密集地に囲まれ、交通を阻む状態にあるため、複数のショートカットが存在する。

### 栗林トンネル
峰山と紫雲山の間に位置し、高松市の中心部と鶴尾地区及びそこに連結する国道32号を結ぶ動脈である。トンネルは香川県道172号川東高松線の一部で交通量も多い。ここをショートカットしない場合は、中央通り（国道11号）まで迂回することになる。栗林トンネルの北側に延びる約1キロメートルの百舌坂は、学生や市民ランナーが走り込み練習をする坂で、上りきると市街地が一望できる。

### 峰山トンネル
2018年7月2日、高松市は切通峠の下部に峰山トンネルを貫いた、総延長約7.5キロメートルの都市計画道路木太鬼無線の供用を開始した。迂回を余儀なくされていた、高松西部地域（鬼無・香西ほか）と高松中心部とのアクセスを格段に向上させた重要な道路である。峰山トンネル東側の奥の池南交差点で、栗林トンネルを通るショートカット道路と交差する。

### 切通越え
切通越えは峰山と浄願寺山の間の峠越えの道路で、鶴尾地区と弦打地区を結ぶ。自動車の対向困難箇所が多数存在する狭隘な農道のため、対向車が現れることは稀である。

## 放送送信所
- 香川県高松市西宝町二丁目888番地3

石清尾山には、高松市を放送対象地域とするコミュニティFMの送信所が置かれている。室山には、鶴尾地区や栗林町を対象としたRNCの中継局が設置されている（→RNC栗林南中継局参照）。

### FMラジオ放送送信設備
| 周波数      | 放送局名     | コールサイン | 空中線電力 | ERP  | 放送対象地域 | 放送区域内世帯数 |
| ----------- | ------------ | ------------ | ---------- | ---- | ------------ | ---------------- |
| 81.5MHz     | エフエム高松 | JOZZ9AB-FM   | 20W        | 108W | 高松市       | 約16万4000世帯   |
| ※指向性あり |              |              |            |      |              |                  |